# Фрозио, Пьерлуиджи
Пьерлуи́джи Фро́зио (итал. Pierluigi Frosio; 20 сентября 1948, Монца, Ломбардия — 20 февраля 2022, Монца, Ломбардия) — итальянский футболист и футбольный тренер, играл на позиции защитника.

## Биография

### Игровая карьера
На протяжении игровой карьеры Фрозио в основном играл в клубах Серии C и Серии В. В его карьере были такие клубы как «Про Сесто», «Леньяно» и «Роверето». В Серии A играл за «Чезену» и «Перуджу». За «Перуджу» Фрозио за 10 сезонов сыграл 323 матча и забил 8 голов.
Завершил карьеру в клубе «Римини».

### Тренерская карьера
Закончив игровую карьеру, начал работать в молодёжной команде «Перуджи». Среди клубов, которые он возглавлял в качестве главного тренера были «Перуджа», «Монца», «Аталанта», «Комо», «Новара» и «Модена».
Последним клубом в его тренерской карьере был «Лекко», который он возглавлял в 2006 году.

### Смерть
Скончался 20 февраля 2022 года в Монце в возрасте 73 лет.